# Kami (músico)
Ukyou Kamimura (神村 右京 Kamimura Ukyou?) (Ibaraki, Japón, 1 de febrero de 1972-Kioto, Japón, 21 de junio de 1999) de nombre artístico «Kami» fue un músico japonés, conocido por haber sido baterista de la banda japonesa de rock visual kei Malice Mizer.

## Biografía
Ukyou Kamimura nació el 1 de febrero de 1972 en Japón. Durante su estadía en la escuela primaria, Kami tomó mucho interés en la escritura tradicional con pincel y así también en el uso del ábaco (Soroban), estudiándolas con mucho entusiasmo. Sin embargo su afecto por el tenis también estuvo presente, al igual que su amor por la música que comenzó a desarrollarse en él tempranamente. Su primeros acercamientos a la música fueron en su quinto año en la escuela cuando empezó a practicar batería. A pesar de que era excepcionalmente talentoso en la misma, Kami no volvió a practicar batería hasta principios de la escuela secundaria. Tempranamente Kami fue influenciado por muchas de las bandas británicas de rock new wave, incluyendo Culture Club y Duran Duran. En estos tiempos, Kami dedicó horas después de la escuela para practicar su hobby favorito, el tenis.

## Muerte
El 21 de junio de 1999, a los 27 años de edad, murió mientras dormía a causa una hemorragia subaracnoidea. Su cuerpo fue descubierto cuatro días después. Pero a pesar de esto, su funeral se realizó ese mismo día con la asistencia de los miembros de su banda (Mana, Közi y Yu~ki), sus padres y algunos amigos cercanos. Gackt, quien comenzaba su carrera solista, se encontraba de gira en ese momento y no se enteró de la muerte de su querido amigo hasta la siguiente semana. Al tomar conocimiento de lo sucedido quedó devastado por largo tiempo. 
Meses antes de su muerte, Kami había escrito borradores de tres canciones: "Unmei no Deai", "Mori no naka no tenshi" y "bara no souretsu"; Unmei no Deai y Mori no naka no tenshi fueron publicadas en una caja recopilatoria dedicada a su memoria, llamada "Shinwa", que también contiene un VHS con fragmentos de vídeo de la banda, bara no souretsu fue incluida como "secret track" en el sencillo Beast of Blood publicado el 21 de junio de 2001, 2 años después del día de su muerte.